# Аугуст Михайло Ігорович
Михайло Аугуст — український актор театру й кіно. У кіно найбільш відомий за роллю швейцара Яна Францовича у серіалі Готель «Галіція» .З 2003 року актор Національного академічного драматичного театру імені Лесі Українки.
Лауреат театральної премії «Київська пектораль-1993» (за найкраще виконання чоловічої ролі другого плану у виставі «І сказав Б…»).

## Біографія
Народився 29 червня 1964 року в місті Київ.
Навчався в Київському національному університеті театру, кіно і телебачення ім. Карпенка-Карого, який закінчив у 1986.
З 1987 року почав виступати в театрі:
- 1987-1992 рр. Київський молодіжний театр
- 1993 р. Київський експериментальний театр
- 1993-1998 рр. Київський молодіжний театр
- 2003 - дотепер Національний академічний драматичний театр імені Лесі Українки.[1]